# Margareta Almlöw
Ella Barbro Margareta Almlöw, född Persson 17 januari 1944 i Stensele, är en svensk krögare.
Hon tog folkskollärarexamen 1968 och arbetade som lärare i Luleå mellan åren 1968 och 1976. Hon var föräldraledig 1969–1970.
År 1976 startade hon Margaretas Wärdshus i Gammelstad. På restaurangen serverade hon norrbottnisk mat i 35 år innan den såldes 2011.
När tävlingen Årets kock instiftades 1983 deltog hon, och kom med sin ripsoppa som en av två kvinnor bland de tio finalisterna.
Hon är dotter till hemmansägaren Ragnar Persson och Alfa, född Eriksson. Hon gifte sig första gången med advokaten Åke Åkerlund och andra gången 1977 med källarmästaren Sigvard Almlöw.